# Theodor Fontane
Theodor Fontane (n. 30 decembrie 1819, Neuruppin, Brandenburg, Germania – d. 20 septembrie 1898, Berlin, Imperiul German) a fost un scriitor german. A aparținut, alături de Paul Heyse, grupării literar-artistice Tunnel über der Spree.

## Operele
- Ein Sommer in London (1854) (O vară la Londra)
- Vor dem Sturm (1878) (Înainte de furtună)
- Grete Minde (1880)
- Ellernklipp (1881) (Stânca din Ellern)
- L’adultera (1882) (Adultera)
- Schach von Wuthenow (1883)
- Unterm Birnbaum (1885)
- Irrungen, Wirrungen (1888) (Erori și încurcături)
- Stine (1890)
- Unwiederbringlich (1891) (Ireparabil)
- Doamna Jenny Treibel (Frau Jenny Treibel, 1892)
- Effi Briest (1896), considerată opera sa cea mai valoroasă
- Die Poggenpuhls (1896)
- Der Stechlin (1899)
- Gedichte  (1851)
- Wanderungen durch die Mark Brandenburg (1862-82) (Peregrinări prin Marca Brandenburg)
- Der Krieg gegen Frankreich 1870-71 (1873)
- Meine Kinderjahre  (1894)
- Von Zwanzig bis Dreißig (1898)

## Traduceri în limba română
- Fontane, Theodor, 1. Pacatul; 2. Cecile, tradus de Suzi Hirsch, București, 1981: Editura Eminescu, Colecția Romanul de dragoste, 302 pag.;
- Fontane, Theodor, Captivi ai clipei, București, 1998: Editura Minerva, Colecția Biblioteca pentru toți, 220 pag., ISBN 973-21-0543-7;
- Fontane, Theodor, Lacul Stechlin, 2 vol., București, 1971: Editura Minerva, Colecția BPT, 224 + 214 pag.;
- Fontane, Theodor, Doamna Jenny Treibel, tradus de Suzi Hirsch, București, 1973: Editura Univers, Colecția Clasicii Literaturii Universale, 445 pag.;

## Literatură
- Hans-Heinrich Reuter: Fontane (2 Bände), Verlag der Nation Berlin und Nymphenburger Verlagshandlung München 1968
- Charlotte Jolles: Theodor Fontane, 4.Aufl., Sammlung Metzler 114, Stuttgart 1993. ISBN 3-476-14114-4
- Heinz Ohff: Theodor Fontane, Leben und Werk. Piper-Verlag,  München 1995. ISBN 3-492-03667-8
- Helmuth Nürnberger: Fontanes Welt, Siedler Verlag, Berlin 1997. ISBN 3-88680-582-4
- Gordon A. Craig: Über Fontane, Beck'sche Verlagsbuchhandlung, München 1997f. ISBN 3-406-42642-5
- Otto Drude: Fontane und sein Berlin - Personen, Häuser, Straßen, Insel Verlag, Ffm und Leipzig 1998. ISBN 3-458-16895-8
- Christian Grawe: Fontane-Chronik, Reclam, Stuttgart 2000, ISBN 3150097215
- Christian Grawe und Helmuth Nürnberger (Hrsg): Fontane-Handbuch, Alfred Kröner Verlag, Stuttgart 2000. ISBN 3-520-83201-1
- Roland Berbig (Hg.): Theodor Fontane im literarischen Leben. Zeitungen und Zeitschriften, Verlage und Vereine Verlag de Gruyter, 2000. ISBN 3-11-016293-8
- Konrad Ehlich (Hrsg.): Fontane und die Fremde, Fontane und Europa, Königshausen & Neumann, Würzburg 2002. ISBN 3826018303